# Нијепор N.17
Нијепор N.17 (фр. Nieuport N.17) је француски ловачки авион. Авион је први пут полетео 1916. године. 

Највећа брзина у хоризонталном лету је износила 174 km/h. Размах крила је био 8,22 метара а дужина 6,01 метара. Маса празног авиона је износила 375 килограма а нормална полетна маса 555 килограма.

## Наоружање
| Наоружање авиона: Нијепор      |          |
| Ватрено (стрељачко) наоружање  |          |
| Топ                            |          |
| Митраљез                       |          |
| Број и ознака митраљеза        | 1 Викерс |
| Калибар                        | 7,7      |
| Бомбардерско наоружање (бомбе) |          |
| Ракетно наоружање (ракете)     |          |